# Festos Palace
Die Festos Palace ist ein Fährschiff der Reederei Minoan Lines.

## Geschichte

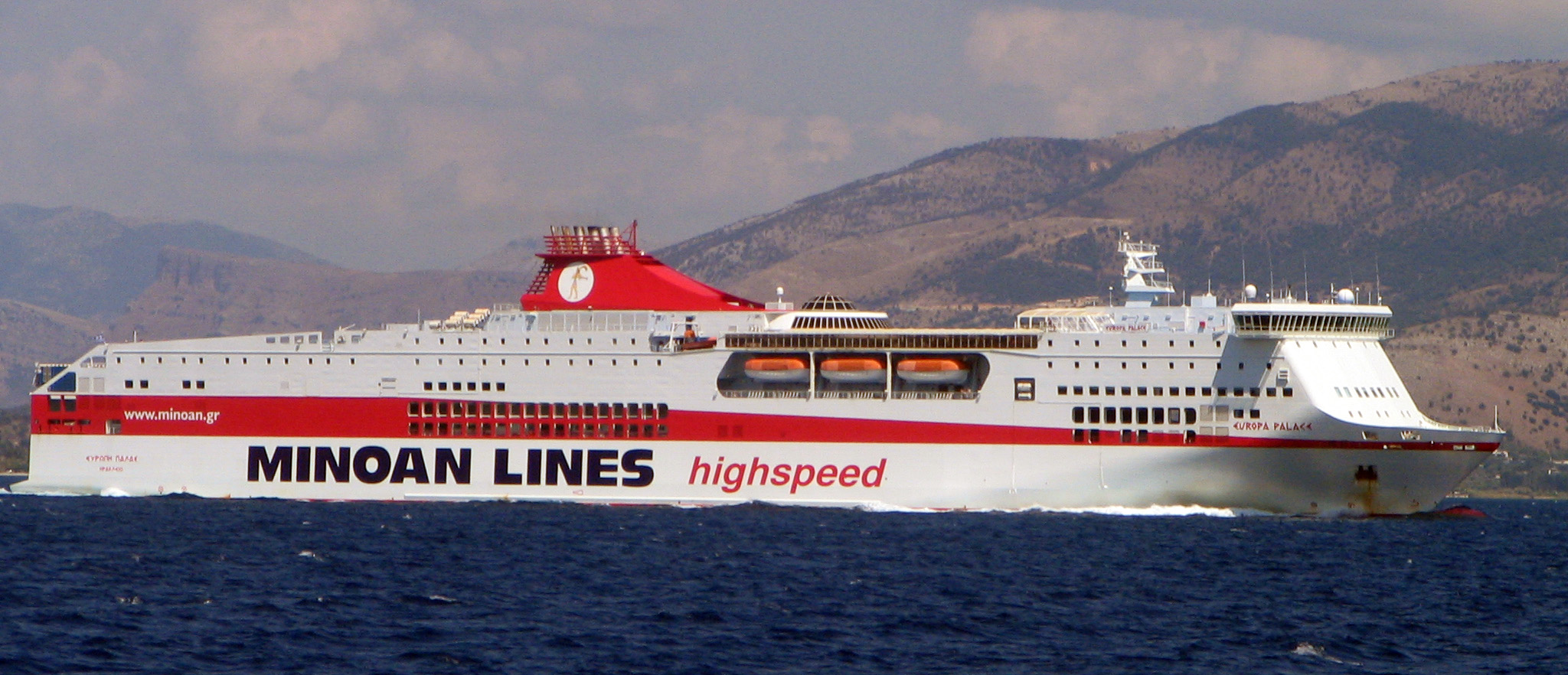
Europa Palace

Das Schiff wurde auf der Fincantieri-Werft in Italien als Europa Palace für die griechische Reederei Minoan Lines gebaut. Die Kiellegung fand am 23. August 2000 und der Stapellauf am 26. Oktober 2001 statt. Die Fertigstellung des Schiffes erfolgte am 11. März 2002, die Indienststellung am 10. Mai 2002. Das Schiff kam unter griechischer Flagge mit Heimathafen Heraklion in Fahrt.
Im Jahr 2007 wurde das Schiff auf die Route Griechenland – Venedig verlegt. Mit der Indienststellung der Cruise Europa im Oktober 2009 wechselte die Europa Palace auf die Route Venedig – Patras. Ab Juli 2012 befand sich das Schiff im Besitz der Minoan Italia und fuhr unter italienischer Flagge mit Heimathafen Cagliari, an Juli 2012 charterte die italienische Reederei Tirrenia di Navigazione das Schiff und betrieb es als Amsicora mit Heimathafen Neapel. Die Amiscora wurde ab August 2012 auf der Route Civitavecchia – Cagliaria – Arbatax eingesetzt. Der Betrieb wurde im Januar 2018 eingestellt.
Im Januar 2018 erwarb Grimaldi Euromed das Schiff und setzte es ab Februar 2018 als Mykonos Palace mit Heimathafen Cagliari zwischen Palermo und Livorno ein. Am 9. Juni 2018 übernahm erneut die Minoan Lines Shipping das Schiff und setzte die Mykonos Palace zwischen Chania / Souda auf der griechischen Insel Kreta und Piräus im Linienverkehr ein. Im Februar 2020 wurde das Schiff in Festos Palace umbenannt (die ehemalige Festos Palace verkehrt seitdem als Kydon Palace) und auf der Route Heraklion – Piräus eingesetzt.

## Schwesterschiff
Das Schiff hat ein Schwesterschiff, die als Olympia Palace gebaute, heutige Knossos Palace.

## Beschreibung und Einsatz
Anders als die etwas früher gebaute Knossos Palace, die nahezu die gleichen Abmessungen hat, ist das Schiff nicht als „Cruise Ferry“, sondern als Schnellfähre ausgelegt. Als Europa Palace verkehrte es mit der baugleichen Olympia Palace zwischen Patras und Venedig, bis sie in den Jahren 2009 und 2010 auf der Route zwischen Patras und Ancona, wo sie bis 2006 die schnellsten Überfahrten anboten, von den neuen Schiffen Cruise Olympia und Cruise Europa abgelöst wurden.
Das Schiff bietet unter anderem folgende Unterhaltungsmöglichkeiten:
- Schwimmbereich mit getrenntem Kinderpool
- Spielcasino/Glücksspielbereich
- Einkaufszentrum
- Kino
- Großer Konferenzraum für Geschäftsreisende
- Disco

Es gibt neun Kabinenklassen. Alle Kabinen verfügen über ein WC und eine Dusche, viele über Fernseher. Die Kabinen sind Zwei- bis Vierbettkabinen. Luxuskabinen besitzen ein oder zwei Betten. Insgesamt verfügt das Schiff über 732 Kabinenplätze sowie zahlreiche Pullman- und Businesssitze. Für Haustiere gibt es einen Spezialbereich an Deck.
Auf den Autodecks können 600 Pkw oder 150 Lkw und 100 Pkw transportiert werden.

## Technische Daten
Mit einer Reisegeschwindigkeit von 29 Knoten gehört das Schiff zu den schnellsten Fähren der Welt. Angetrieben wird es von vier Wärtsilä-Dieselmotoren des Typs 16V46C, die ihre Energie auf zwei Verstellpropeller übertragen. Zudem verfügt das Schiff noch über vier Querstrahlruder, je zwei vorn und achtern, um die Manövrierfähigkeit beim An- und Ablegen zu verbessern. Insgesamt verfügen die Maschinen des Schiffes über eine Leistung von 67.200 kW.